# Строительный перфоратор

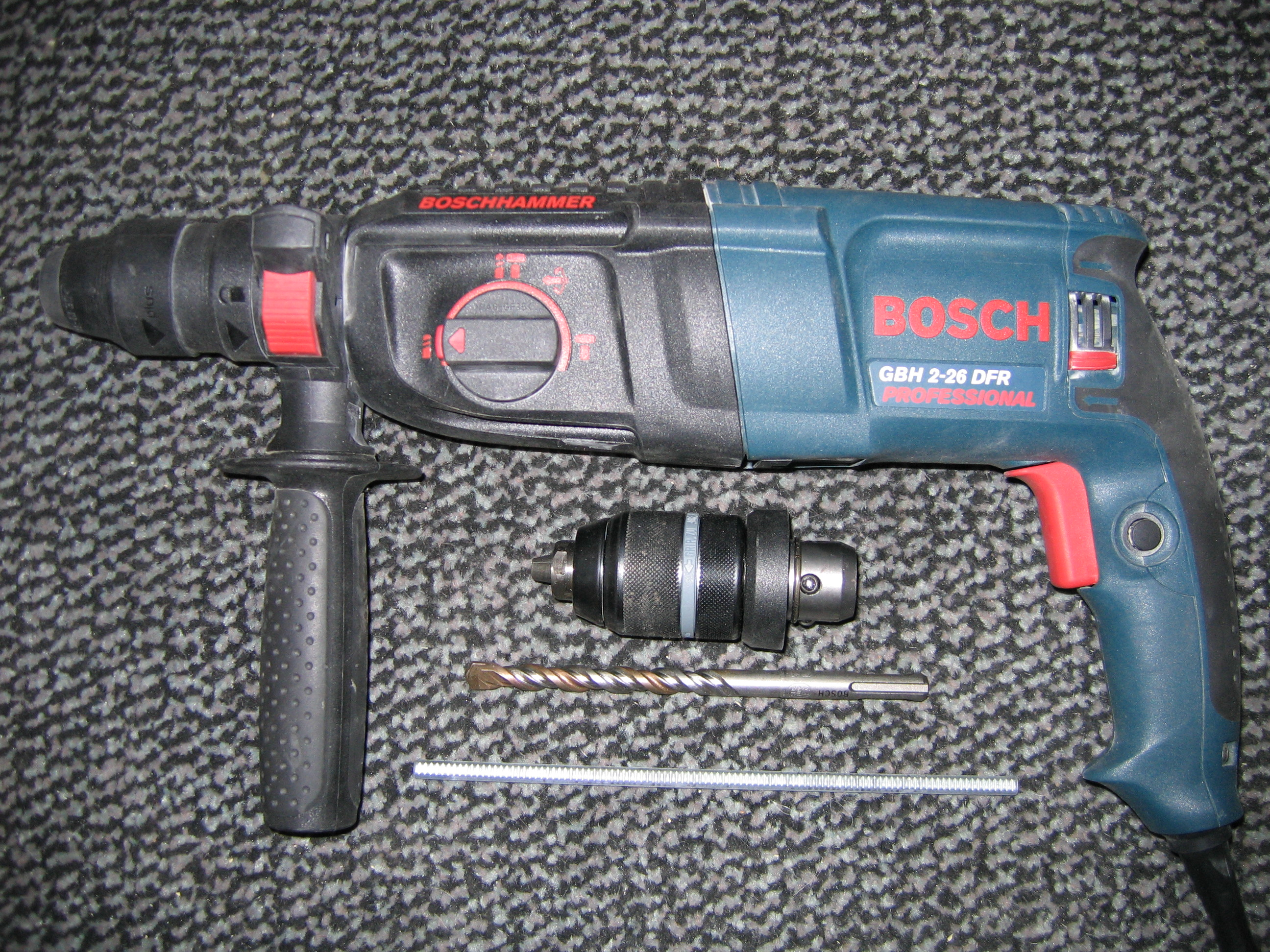
Перфоратор Bosch GBH 2-26 DFR с линейной компоновкой и системой быстрой замены патрона. Под ним: сменный кулачковый быстрозажимной патрон, бур, ограничитель глубины сверления

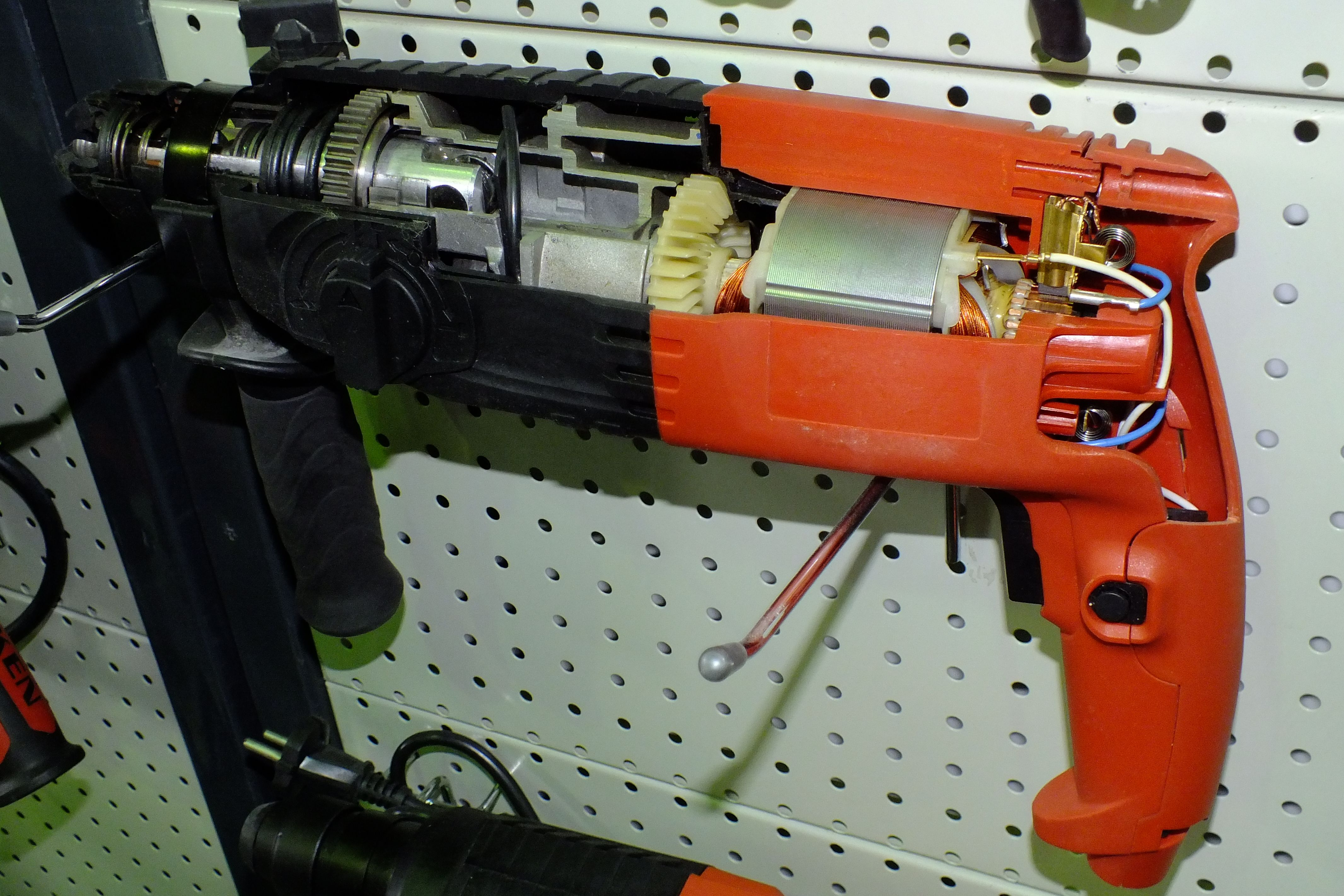
Перфоратор с линейной компоновкой в разрезе, демонстрационная модель

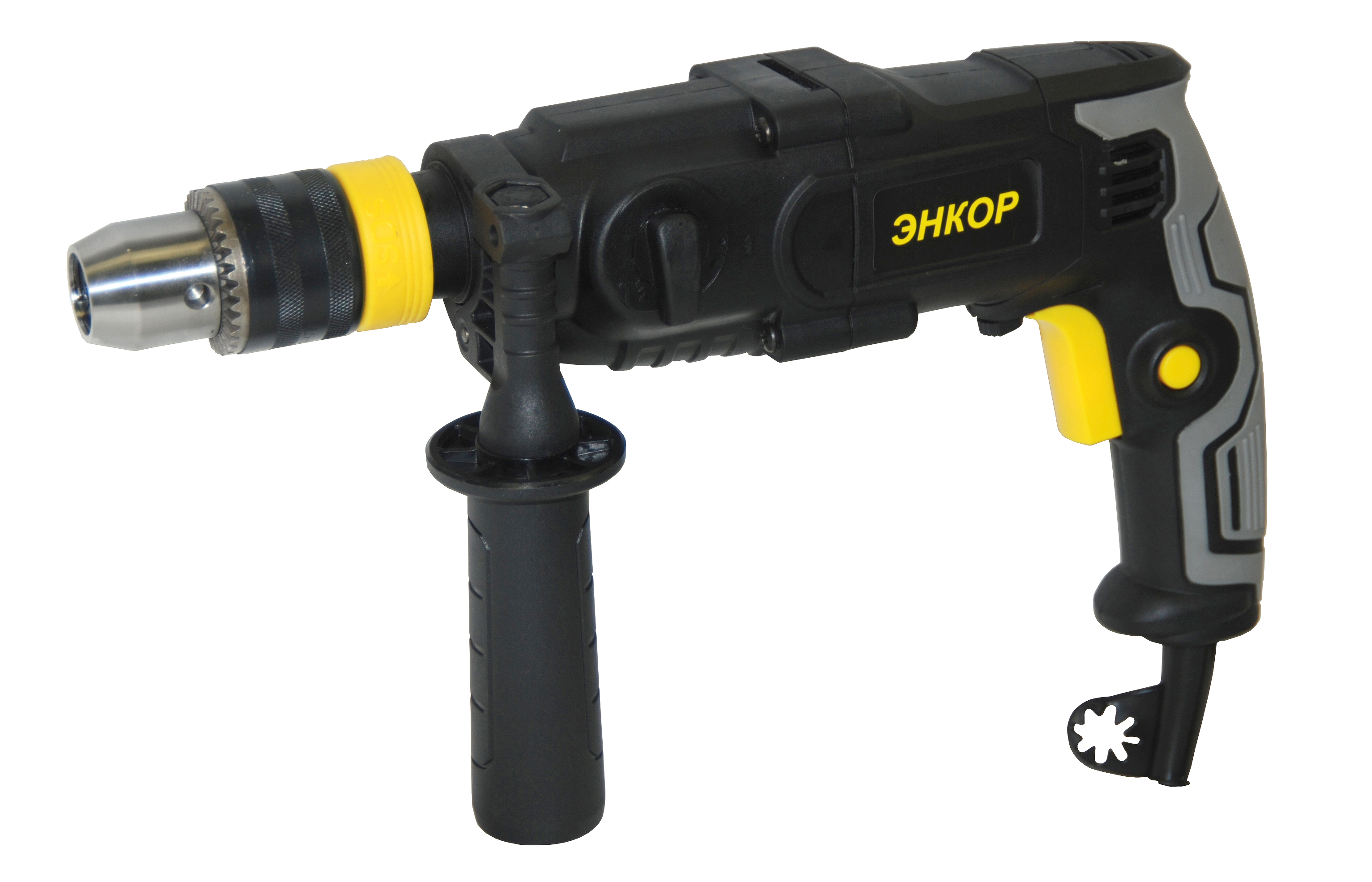
Перфоратор с комбинированным патроном SDS+ / трёхкулачковый

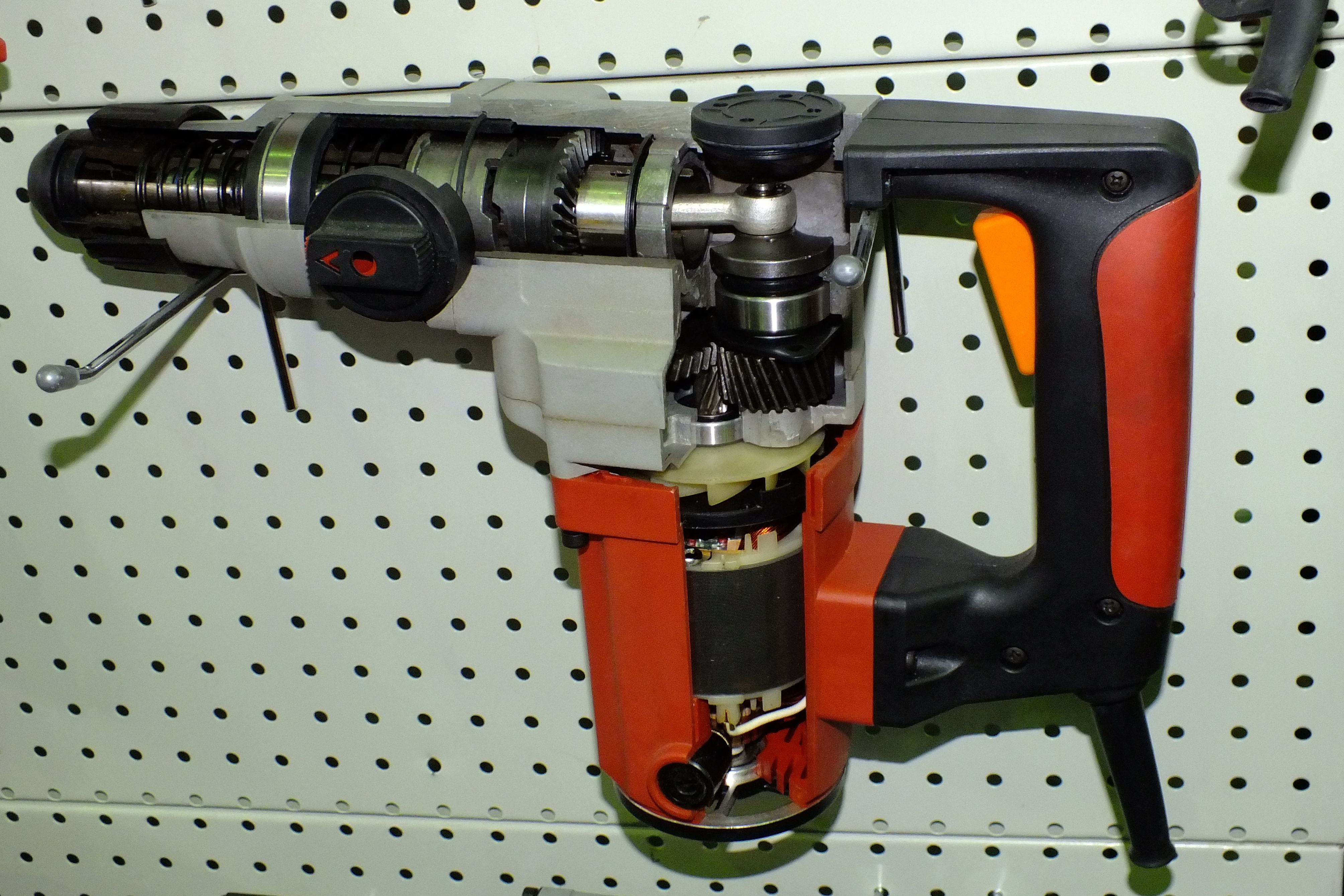
Перфоратор с угловой компоновкой в разрезе, демонстрационная модель

Перфоратор OMAX 04602 с вертикальным расположением двигателя

Строительный перфоратор — ручная ударная машина для обработки строительных материалов. Служит для дробления или бурения отверстий в строительных материалах.
Первые перфораторы были разработаны в 1851 году специально для горнодобывающей промышленности. К 1932 году появился первый электрический перфоратор, являвшийся модифицированным электрическим отбойным молотком.
Дробление материала производится инструментом (бур, зубило) перфоратора ударным способом. В результате вращения бура в материале откалываются мелкие кусочки, образуя круглое отверстие. То есть инструмент перфоратора не сверлит (не режет) отверстие острой кромкой сверла, а пробивает отверстие буром, как зубилом, с механизированным вращением бура. Поэтому заточка буров более похожа на заточку зубил, чем свёрл.
Мощность перфоратора определяется энергией удара (в джоулях) и мощностью электродвигателя (в ваттах).
Для создания импульса, направленного в сторону обрабатываемого материала, используется пневматический, реже — электромагнитный механизм. В пневматических механизмах обратное движение происходит из-за отскока и всасывания. По устройству и применению имеет ряд сходств с дрелью. Также при выборе соответствующего режима перфоратора и переходника со сверлильным патроном возможно использование его в качестве дрели.

## Конструкция
В электрическом перфораторе с пневматическим механизмом удар обеспечивается возвратно-поступательным движением первого поршня в цилиндре. При этом создаётся сжатие воздуха между двумя поршнями. Энергия сжатого воздуха приводит в движение второй поршень-ударник (молоток), который ударяет в ещё один промежуточный ударник меньшего диаметра (боёк), который ударяет в торец бура или другой насадки. Возврат второго поршня-ударника (молотка) происходит из-за разрежения воздуха между двумя поршнями при обратном ходе первого поршня. Такой принцип удара получил наибольшее распространение ещё в отбойных молотках.
В перфораторах с электромагнитным ударным механизмом удар обеспечивается двумя электромагнитными катушками, которые в свою очередь обеспечивают возвратно-поступательное движение сердечника. Сердечник посредством переходной ударной массы передаёт удар на торцевую часть бура.
В отличие от дрелей, которые, как правило, оснащаются кулачковыми патронами, перфораторы оснащаются специальными патронами системы SDS и требуют использования насадок с хвостовиком SDS. Такие патроны позволяют закреплять насадки с фиксированным диаметром хвостовика. Наиболее распространены стандарты SDS+ и SDS-max, которые различаются диаметром хвостовика (10 мм и 18 мм, соответственно), а также — числом и размерами выемок, передающих вращающий момент и обеспечивающих фиксацию насадки в патроне перфоратора. Крайне редки модели перфораторов с комбинированным патроном, сочетающим функции трёхкулачкового патрона и патрона SDS+ . Такая комбинация призвана решить проблемы при использовании перфоратора в качестве дрели: люфт в патроне SDS+; увеличение массы и размера за счёт переходника с хвостовиком SDS+, на который крепится трёхкулачковый патрон. Более распространённым конструктивным решением этих проблем является система быстрой замены патрона (позволяет быстро поменять патрон SDS+ на кулачковый патрон).
Патрон перфоратора может находиться в одном из двух положений — «заперт» и «не заперт». В положении «заперт» два шарика входят в пазы на хвостовике насадки и удерживают насадку от выпадения. На корпусе патрона имеется специальное кольцо, которое может быть нажато или повёрнуто (в зависимости от конструкции) рукой. При нажатии на кольцо шарики патрона выходят в соответствующие отверстия в патроне, и насадка может быть свободно извлечена. Такая конструкция патрона, во-первых, позволяет быстро менять насадки, и, во-вторых, исключает проворачивание бура, что случается при работе с кулачковым патроном.
Поскольку бур в патроне перфоратора провернуться не может, в кинематическую схему перфоратора, как правило, включают защитную фрикционную или зубчатую муфту, перестающую передавать вращающий момент при достижении им определённого критического значения. Это служит для защиты от повреждений пользователя и самого перфоратора при заклинивании бура в отверстии.
Конструкция перфоратора может также включать:
- реверс (электронный или щёточный);
- регулятор мощности (оборотов);
- систему быстрой замены патрона (позволяет быстро поменять патрон SDS+ на кулачковый патрон);
- встроенную систему пылеулавливания (перфоратор со встроенным пылеотсосом; используется для обеспечения чистоты на рабочем месте);
- антивибрационную защиту;
- сервисные индикаторы (например, индикатор износа щёток);
- электронный иммобилайзер.

## Типы перфораторов
Перфораторы могут иметь линейную или угловую компоновку («горизонтальное» и «вертикальное» расположение двигателя соответственно). При линейной компоновке оси якоря двигателя и ствола параллельны, при угловой компоновке — находятся, как правило, под прямым углом.
Перфораторы с пневматическим принципом удара подразделяют на одно-, двух- и трёхрежимные.
Первый режим — сверление, второй (основной) — сверление с ударом и третий вспомогательный — только удар, долбление без вращения. Перфораторы
SDS+, как правило, трёхрежимные, а перфораторы SDS max режима сверления не имеют.
По типу привода перфораторы бывают
- электрические сетевые (обычно их называют электрическими) — они наиболее распространены; двигатель может быть расположен как вертикально, так и горизонтально;
- электрические аккумуляторные (обычно их называют аккумуляторными) — особенно удобны для фасадных и т. п. работ; аккумуляторная батарея, как правило, подключается непосредственно к корпусу перфоратора, но может быть и выносной, то есть подключается к перфоратору через кабель и крепится, например, на поясе пользователя; аккумуляторные перфораторы комплектуются следующими видами аккумуляторных батарей:
  - Литий-ионный аккумулятор;
  - Никель-кадмиевый аккумулятор;
  - Никель-металлогидридный аккумулятор.
- пневматические — для ведения работ в опасных условиях (опасность взрыва, поражения электрическим током, потоки воды и т. п.);
- бензиновые — для ведения дорожных и т. п. работ; наметилась тенденция к их вытеснению аккумуляторными.

Существуют перфораторы с системой вакуумного пылеудаления, которая может быть встроена в корпус и кинематическую схему перфоратора, а может представлять собой съёмный блок. Такой блок может иметь собственный встроенный электропривод, а может использовать энергию воздушного потока, создаваемого охлаждающей крыльчаткой электродвигателя самого перфоратора.
Некоторые модели перфораторов имеют двухскоростной редуктор.
Перфораторы могут быть профессиональными и бытовыми. Чаще всего эти различия субъективны и не имеют под собой оснований. Единственное, что действительно может отличать профессиональную технику от бытовой, это развитый гарантийный сервис и постгарантийное обслуживание.

## Применение

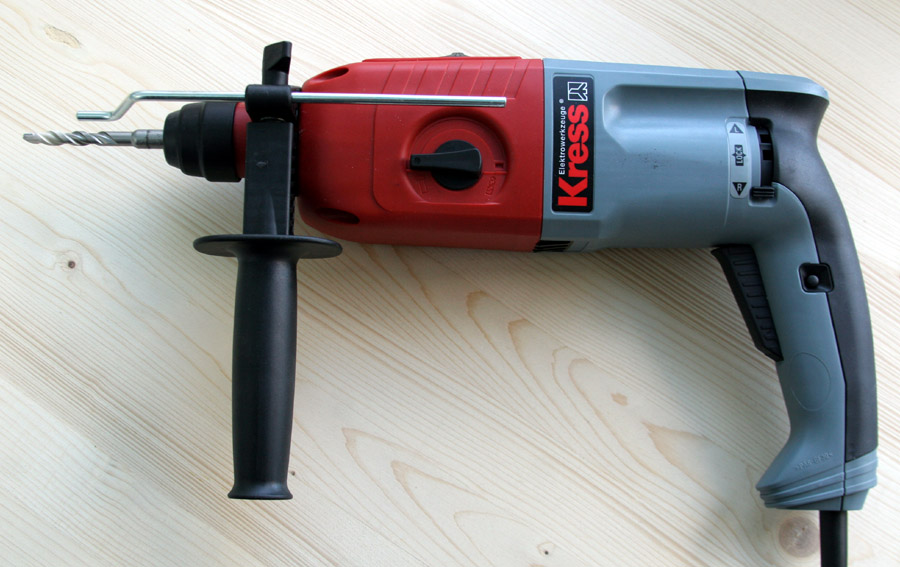
Строительный перфоратор фирмы Kress. Модель 650 PE

Перфоратор пробивает отверстия в бетоне и подобных ему материалах значительно эффективнее, чем ударная дрель. Это достигается за счёт отдельного пневмомеханизма, тогда как у дрели удар достигается за счёт двух храповиков и зубчиков на них: при движении храповиков зубчики постукивают друг о друга. У перфораторов энергия удара достигает нескольких джоулей и является ключевой характеристикой, тогда как для дрелей энергия удара обычно вообще не указывается из-за её незначительности. Применение перфоратора целесообразно во всех случаях пробивания отверстий в бетоне, природном камне и т. д., если допускается ударное воздействие на материал. Пробой кирпича не всегда экономически оправдан, а иногда технологически недопустим: в частности, при пробое в пустотелом кирпиче отверстий под анкер или дюбель.
Благодаря тому, что трёхрежимный перфоратор работает как отбойный молоток, становится намного проще не только выполнять отверстия в бетонных стенах, но и штробить пазы в мягкой штукатурке, лёгком бетоне и подобных материалах. В режиме отбойного молотка рекомендуется работать не более 15—20 % от общего времени работы перфоратора.
В свободной продаже имеются специальные переходники (адаптеры) с хвостовиком SDS, которые позволяют закрепить в патрон перфоратора кулачковые патроны и использовать его как дрель (в ударном режиме такое использование недопустимо). Патрон перфоратора при фиксации бура обеспечивает небольшой люфт, необходимый для возвратно-поступательного движения бура, что приводит к некоторому радиальному биению насадки и несколько снижает точность отверстия.
Этого недостатка лишены модели перфораторов со сменным патроном, у которых патрон SDS можно целиком заменить на кулачковый патрон. Процесс такой замены занимает несколько секунд, производится без инструментов (подобно смене насадки в патроне SDS). Основное преимущество такой системы — передача удара на патрон исключена.

## Расходные материалы и оснастка

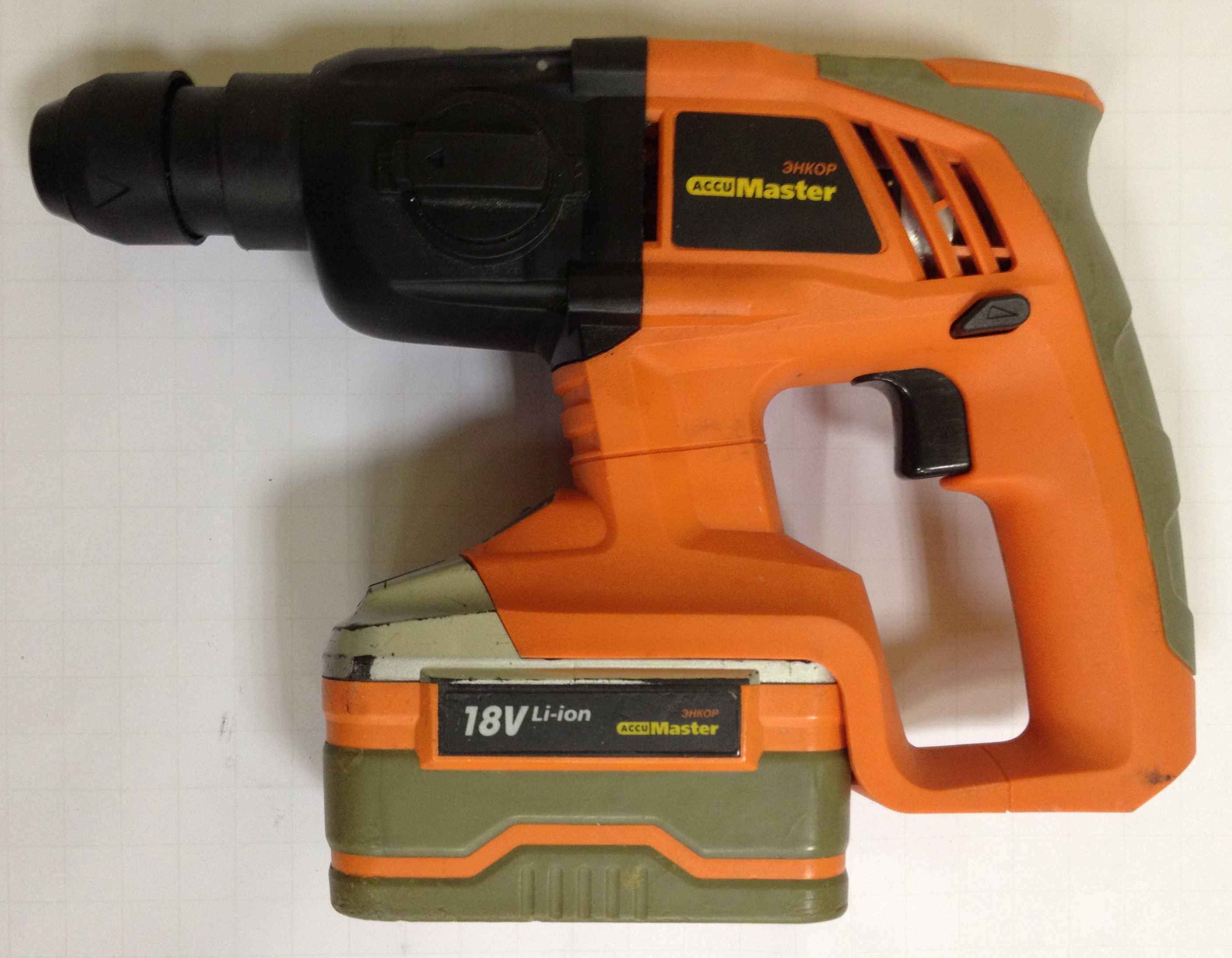
Аккумуляторный перфоратор AccuMaster

Хвостовик бура (зубила и т. п. оснастки) нужно смазывать специальной смазкой.
С перфоратором могут применяться:
- буры;
- коронки (алмазные коронки только в безударном режиме);
- угловая сверлильная насадка (головка) для работы в труднодоступных местах;
- система пылеудаления (крепится, как правило, вместо ограничителя глубины сверления);
- контроллер угла сверления (крепится, как правило, вместо ограничителя глубины сверления);
- насадка для долбления (для перфораторов, не имеющих режим долбления) для использования зубил и т. п.;
- ящики и тележки для хранения и транспортировки;
- аккумуляторы (для аккумуляторных перфораторов);
- при использовании кулачкового патрона — все виды приспособлений, предназначенных для дрелей:
  - свёрла и коронки для металла, дерева, стекла, керамики и т. д.;
  - мешалки (мешальные корзины) для размешивания красок, строительных растворов и т. п.;
  - линейка для измерения глубины отверстия;
  - разнообразные насадки, такие, как насадка для заточки свёрл, насадка для резки листового металла, водяной насос и т. д.;
  - шлифовальных кругов.
- для перфораторов, имеющих режим долбления:
  - зубила различных размеров и конфигурации;
  - забиватели (кувалды) для дюбелей, кольев, костылей, больших гвоздей;
  - трамбовочные пластины для уплотнения грунта и т. п.;
  - зубчатые пластины для придания шероховатости бетону, камню.

## Неисправности и их устранение
Иногда боёк смазывают твёрдым смазочным маслом, не предназначенным для этого. При работе перфоратора в ударных режимах боёк нагревается, от бойка нагревается масло, нагретое масло окисляется кислородом воздуха и превращается в смолу. В вязкой смоле ход бойка сильно уменьшается и ударные режимы перестают работать. Для устранения этой неисправности все детали ударного механизма нужно очистить от смолы растворителем и смазать жидким смазочным маслом.